# 荒野の呼び声 -東京録音-
『荒野の呼び声 -東京録音-』（こうやのよびごえ とうきょうろくおん）は、矢野顕子の29枚目のアルバム。2012年8月8日発売。発売元はヤマハミュージックコミュニケーションズ(品番：YCCW-10175)。

## 概要
「矢野顕子トリオ」としてのブルーノート東京における2009, 2010年の演奏(トラック1-6)、及びアルバム『akiko』の録音にも参加したマーク・リーボウらとの共演による「さとがえるコンサート2009」（東京・NHKホール）における演奏(トラック8-11)からセレクトした、ライブ・ベストアルバムである。これに加え、「トリオ」メンバーで新規にスタジオ録音されたトラック7、及び鎌倉芸術館での2010年のリサイタルからのトラック12が収録された。
「矢野顕子トリオ」の活動は、2009年のブルーノート東京公演からであり、本アルバムはその初収録となる。
もっとも、ウィル・リーは早くも1977年には、矢野のセカンド・スタジオアルバム『いろはにこんぺいとう』に参加している間柄であるほか、クリス・パーカーも1991年の「LOVE LIFEツアー」、1993年のアルバム『LOVE IS HERE』以降、矢野と共演を重ねている。

## 参加者
トラック1-6
- 矢野顕子トリオ
  - 矢野顕子：ピアノ、ボーカル
  - ウィル・リー：ベース、ボーカル
  - クリス・パーカー：ドラムス

録音 Live at Blue Note on August 20,2009 and 2010 
トラック7
- 矢野顕子：ピアノ、ボーカル
- ウィル・リー：ベース
- クリス・パーカー：ドラムス
- ボブ・マン：ギター

録音 MSR Studios,NYC on April 9,2012
トラック8-11
- 矢野顕子：ピアノ、ボーカル
- マーク・リーボウ：ギター
- ジェニファー・コンドス：ベース
- ジェイ・ベルロウズ：ドラムス

録音 Live at NHK Hall,Tokyo on December 13,2009
トラック12
- 矢野顕子：ピアノ、ボーカル

録音 Live at Kamakura Performing Arts Center on December 20,2010

## 収録曲
1. People Got To Be Free　(作詞・作曲：Felix Cavaliere・Eddie Brigati)
  - The Rascalsの曲のカバー。
  - ウィル・リーが矢野と共にリード・ボーカルも務める。
2. てぃんさぐぬ花 (沖縄民謡)
  - 矢野の1994年のアルバム『ELEPHANT HOTEL』に、スタジオ録音がある。
3. The Letter　(作詞・作曲：Wayne Carson)
  - The Box Tops（英語版）の曲のカバー。矢野は1991年のアルバム『LOVE LIFE』においてもカバーしている。
4. Reach Out (作詞・作曲：矢野顕子)
  - クリス・パーカーのドラムをフィーチャーした演奏。
5. You Really Got Me (作詞・作曲：Ray Davies)
  - The Kinksの曲のカバー。
6. すばらしい日々　(作詞・作曲：奥田民生)
  - ユニコーンの曲のカバー。
  - 矢野はアルバム『ELEPHANT HOTEL』ほかでもカバーしている。
7. こんなところにいてはいけない　(作詞：糸井重里・矢野顕子　作曲：矢野顕子)
  - 本アルバム唯一の、スタジオ録音。
  - 矢野は5年ほど前に糸井から詞を受け取り、曲を完成できないでいたところ、(東日本)震災後にどうしてもこれを歌いたいという衝動にかられ、一気に完成したという[2]。
8. 学べよ (作詞・作曲：矢野顕子)
  - 本曲は、アルバムとしては、矢野顕子×上原ひろみ『Get Together 〜LIVE IN TOKYO〜』(2011年)において先に公開された。もっとも、ライブでの公開及び録音としては、『荒野の呼び声』のものが先である。
9. ウナ・セラ・ディ東京　(作詞：岩谷時子　作曲：宮川泰)
  - ザ・ピーナッツの曲のカバー。矢野は2002年のアルバム『reverb』においてもカバーしている。
10. 気球にのって　(作詞・作曲：矢野顕子)
  - オリジナルのスタジオ録音は、『JAPANESE GIRL』(1976年)に収録。
  - カントリー調のアレンジである。
11. Whole Lotta Love (作詞・作曲：John Bonham, John Paul Johns, Jimmy Page & Robert Plant)
  - Led Zeppelinの曲のカバー。
  - コンドスを除く同一メンバーでのスタジオ録音は、『akiko』(2007年)に収録されているほか、DVD『akiko LIVE 2008』附属CDに、リーボウと矢野のデュオのライブ録音が収録されている。
12. 椰子の実 　(作詞：島崎藤村　作曲：大中寅二)
  - 本アルバム唯一の、ソロのピアノ弾き語り。
  - 矢野の1995年のアルバム『Piano Nightly』に、スタジオ録音が収録されている。